# Serendipaceratops
Serendipaceratops ist eine kaum bekannte Gattung von Vogelbeckensauriern (Ornithopoda) aus der Gruppe der Ceratopsia.
Von diesem Dinosaurier wurde bislang lediglich eine Elle gefunden. Diese lässt zwar eine Zugehörigkeit zu den Ceratopsia erahnen, aber keine weiteren Rückschlüsse zu, sodass Serendipaceratops als nomen dubium gilt. Die Funde werden in die Unterkreide (Aptium) auf ein Alter von rund 115 Millionen Jahre datiert. Damit zählt Serendipaceratops zu den älteren Ceratopsia.
Bemerkenswert an diesem Fund ist allerdings der Fundort. Das Fossil wurde in der Wonthaggi-Formation in Victoria in Australien entdeckt. Es ist der erste Fund von Ceratopsia von diesem Kontinent und neben dem ebenfalls schlecht erhaltenen Notoceratops aus Argentinien der einzige der Südhalbkugel – sämtliche anderen Ceratopsia-Funde stammen aus Ostasien oder Nordamerika.
Die Erstbeschreibung erfolgte 2003. Zunächst wurde das Fossil für das eines Theropoden gehalten, durch Zufall entdeckten die Forscher die Ähnlichkeit der Elle mit der von Leptoceratops. Die Gattung ist nach diesem Zufall (Serendipität) sowie dem griechischen keratops (=„Horngesicht“) benannt. Typusart ist Serendipaceratops arthurcclarkei, das Artepitheton ehrt den Schriftsteller Arthur C. Clarke.